# 潛艇三明治
潛艇三明治（英語：Submarine sandwich，簡稱sub），亦稱為潛艇堡或魚雷堡（torpedo），是一種義式混和美式的三明治。以長條麵包（通常為義大利麵包或法國麵包）為基底，縱切為二，中間夾上各式肉類、芝士、蔬菜、香料與醬汁。
在美國，潛艇三明治並沒有統一通用的名稱，各主要城市都有不同的稱呼，而「潛艇三明治」一詞較普遍為眾人所知。一般認為「潛艇」一詞源自二戰時，美國麻薩諸塞州波士頓斯科雷廣場（Scollay Square）的一家餐館。